# Nowy Świat-Uniwersytet metróállomás
A Nowy Świat-Uniwersytet egy metróállomás Varsóban a varsói M2-es metró vonalán.

## Szomszédos állomások
A metróállomáshoz az alábbi állomások vannak a legközelebb:
- Centrum Nauki Kopernik (Bródno metro station, M2-es metróvonal)

## Képgaléria

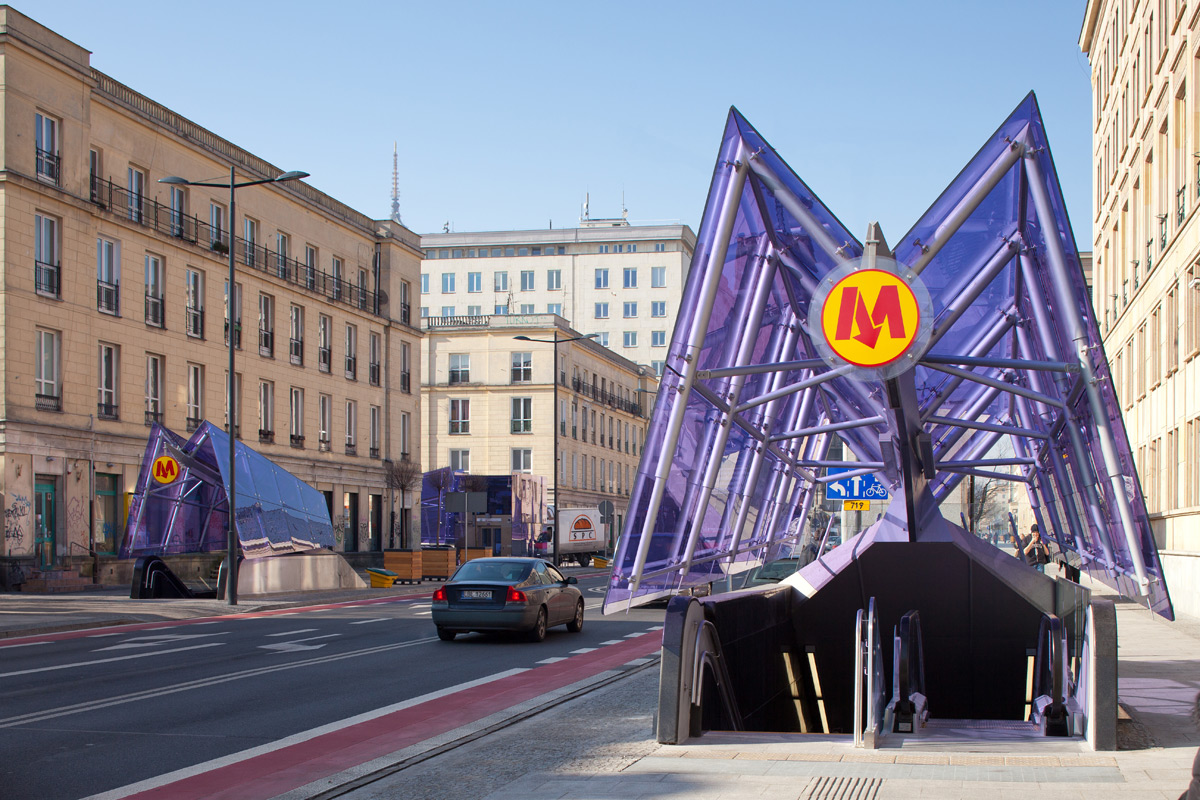
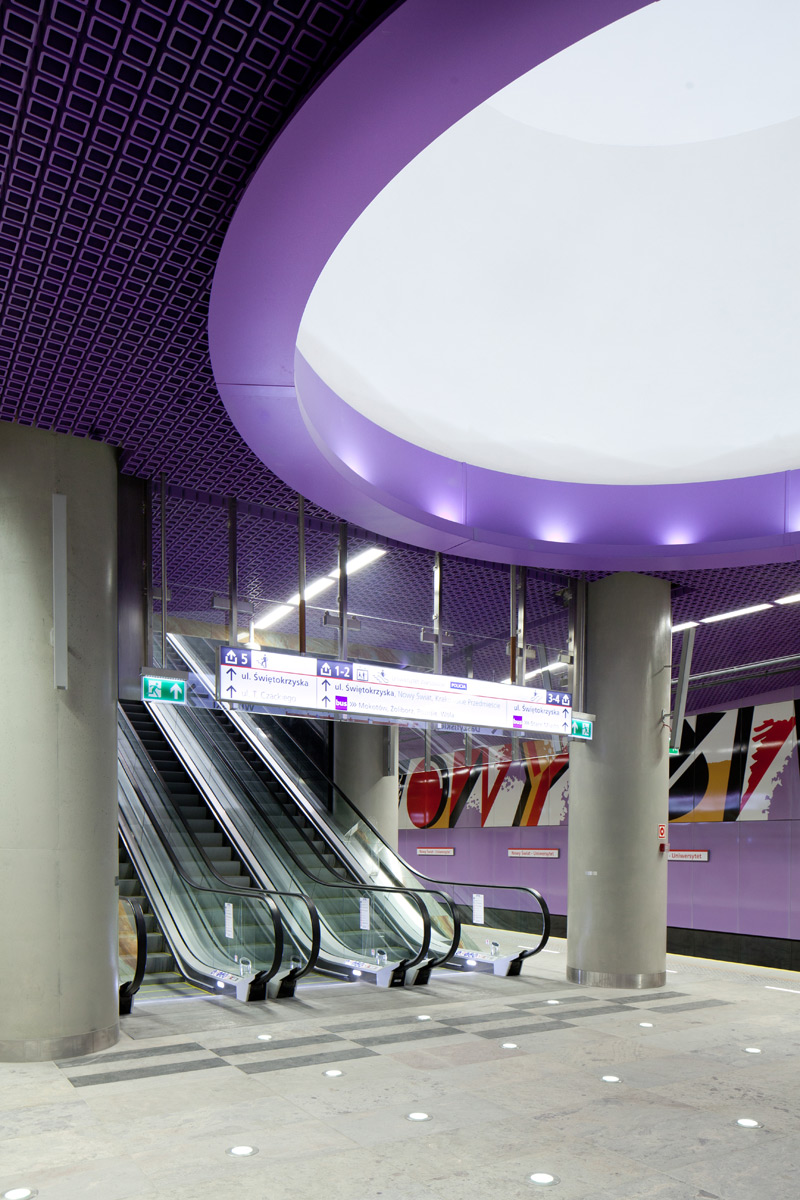
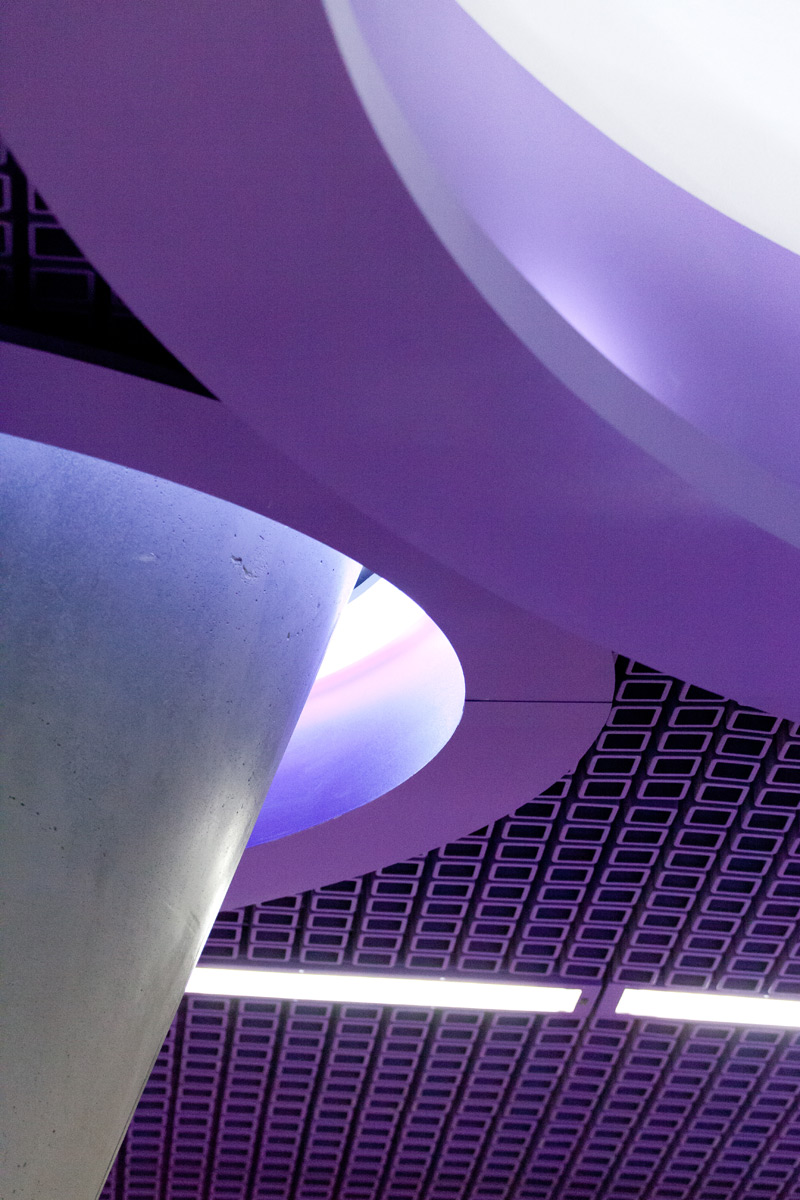

## Átszállási kapcsolatok
| M2 (Rondo Daszyńskiego ↔ Dworzec Wileński) |                                                       |                         |
| Állomás                                    | Átszállási kapcsolatok                                | Fontosabb létesítmények |
| Nowy Świat-Uniwersytet                     | 102, 105, 111, 116, 128, 175, 178, 180, 222, 503, 518 |                         |